# Cape Wollaston
Cape Wollaston är en udde i Antarktis. Den ligger i Sydshetlandsöarna. Argentina, Chile och Storbritannien gör anspråk på området.
Terrängen inåt land är huvudsakligen kuperad, men åt sydost är den bergig. Havet är nära Cape Wollaston åt nordväst. Trakten är obefolkad.  